# Velká cena Španělska silničních motocyklů 2008
Velká cena Španělska 2008 byla druhým závodem Mistrovství světa silničních motocyklů 2008. Konala se ve dnech 28.-30. března na okruhu Circuito Permanente de Jerez nacházejícího se ve španělském městě Jerez de la Frontera.

## MotoGP
Velká Cena Kataru jako by napovídala podobný průběh šampionátu tak jak tomu bylo loni, kdy Casey Stoner jasně porážel zbytek pole a nezdary Valentina Rossiho měli mít pokračování i v letošním roce. I když tu letos vyhrál Stoner tzv. nultý závod tak hlavními favority byli pasováni Valentino Rossi a Daniel Pedrosa. Jednoduše proto, že trať v Jerezu nesedí stroji Ducati. Překvapení závodu v Kataru Španěl Lorenzo chtěl opět útočit na stupně vítězů. Statistika úspěšnosti mluví jasně. 7 vítězství pro Rossiho, 2 vítězství pro Lorenza a 1 vítězství pro Pedrosu.
Příslib dobrých výkonů do budoucna ukázali v úvodním závodě nováčci Lorenzo,Dovizioso a Toseland, kteří obsadili 2, 4 a 6. místo. Jediným zklamaným nováčkem tak byl Alex de Angelis, který upadl a nedokončil.
V příštím roce by se mohla Velká Cena Kataru konat v pozdějším termínu. Důvodem je nespokojenost jezdců s nízkými teplotami během celého víkendu. Paradoxně se závod jel v noci z důvodu extrémních teplot během dne, které jezdce vyčerpávaly. Pořadatelé ale mají v plánu dále zahajovat světový šampionát a mělo by to tak zůstat až do roku 2016. Jediným řešením se zdá být posunutí zahájení mistrovství světa na měsíc duben.
Ještě loni jezdec MotoGP Alex Hoffmann se nechal slyšet, že jedná o návratu do mistrovství světa silničních motocyklů. Údajně nalezl formu dohody s týmem Luise d'Antina na rok 2009.

### Kvalifikace
| *                                                | *                                                 | *                                                |
| _______1_______ Jorge Lorenzo Yamaha 1:38.189    |                                                   |                                                  |
|                                                  | _______2_______ Daniel Pedrosa Honda 1:38.789     |                                                  |
|                                                  |                                                   | _______3_______ Colin Edwards Yamaha 1:38.954    |
| _______4_______ Nicky Hayden Honda 1:39.061      |                                                   |                                                  |
|                                                  | _______5_______ Valentino Rossi Yamaha 1:39.064   |                                                  |
|                                                  |                                                   | _______6_______ Randy de Puniet Honda 1:39.122   |
| _______7_______ Casey Stoner Ducati 1:39.286     |                                                   |                                                  |
|                                                  | _______8_______ James Toseland Yamaha 1:39.334    |                                                  |
|                                                  |                                                   | _______9_______ John Hopkins Kawasaki 1:39.439   |
| _______10_______ Loris Capirossi Suzuki 1:39.484 |                                                   |                                                  |
|                                                  | _______11_______ Shinya Nakano Honda 1:39.559     |                                                  |
|                                                  |                                                   | _______12_______ Chris Vermeulen Suzuki 1:39.704 |
| _______13_______ Andrea Dovizioso Honda 1:39.767 |                                                   |                                                  |
|                                                  | _______14_______ Alex de Angelis Honda 1:40.037   |                                                  |
|                                                  |                                                   | _______15_______ Anthony West Kawasaki 1:40.088  |
| _______16_______ Toni Elias Ducati 1:40.286      |                                                   |                                                  |
|                                                  | _______17_______ Sylvain Guintoli Ducati 1:40.939 |                                                  |
|                                                  |                                                   | _______18_______ Marco Melandri Ducati 1:41.027  |
| ------------------------------------------------ | ------------------------------------------------- | ------------------------------------------------ |

### Závod
| Pozice | #  | Jezdec           | Stroj    | Kola | Čas        | Rošt | Body |
| ------ | -- | ---------------- | -------- | ---- | ---------- | ---- | ---- |
| 1      | 2  | Daniel Pedrosa   | Honda    | 27   | 45:35:121  | 2    | 25   |
| 2      | 46 | Valentino Rossi  | Yamaha   | 27   | +2.883     | 5    | 20   |
| 3      | 48 | Jorge Lorenzo    | Yamaha   | 27   | +4.339     | 1    | 16   |
| 4      | 69 | Nicky Hayden     | Honda    | 27   | +10.142    | 4    | 13   |
| 5      | 65 | Loris Capirossi  | Suzuki   | 27   | +27.524    | 10   | 11   |
| 6      | 52 | James Toseland   | Yamaha   | 27   | +27.808    | 8    | 10   |
| 7      | 21 | John Hopkins     | Kawasaki | 27   | +28.296    | 9    | 9    |
| 8      | 4  | Andrea Dovizioso | Honda    | 27   | +28.449    | 13   | 8    |
| 9      | 56 | Shinya Nakano    | Honda    | 27   | +32.569    | 11   | 7    |
| 10     | 7  | Chris Vermeulen  | Suzuki   | 27   | +35.091    | 12   | 6    |
| 11     | 1  | Casey Stoner     | Ducati   | 27   | +42.223    | 7    | 5    |
| 12     | 33 | Marco Melandri   | Ducati   | 27   | +44.498    | 18   | 4    |
| 13     | 13 | Anthony West     | Kawasaki | 27   | +45.807    | 15   | 3    |
| 14     | 15 | Alex de Angelis  | Honda    | 27   | +45.871    | 14   | 2    |
| 15     | 24 | Toni Elias       | Ducati   | 27   | +1:09.558  | 16   | 1    |
| 16     | 50 | Sylvain Guintoli | Ducati   | 27   | +1:14.442  | 17   |      |
| Ret    | 5  | Colin Edwards    | Yamaha   | 5    | Nehoda     | 3    |      |
| Ret    | 14 | Randy de Puniet  | Honda    | 2    | Odstoupení | 6    |      |

### Průběžná klasifikace jezdců a týmů
| Pos | #  | Jezdec           | Stroj    | Body |
| --- | -- | ---------------- | -------- | ---- |
| 1   | 2  | Daniel Pedrosa   | Honda    | 41   |
| 2   | 48 | Jorge Lorenzo    | Yamaha   | 36   |
| 3   | 46 | Valentino Rossi  | Yamaha   | 31   |
| 4   | 1  | Casey Stoner     | Ducati   | 30   |
| 5   | 4  | Andrea Dovizioso | Honda    | 21   |
| 6   | 52 | James Toseland   | Yamaha   | 20   |
| 7   | 69 | Nicky Hayden     | Honda    | 19   |
| 8   | 65 | Loris Capirossi  | Suzuki   | 19   |
| 9   | 21 | John Hopkins     | Kawasaki | 13   |
| 10  | 56 | Shinya Nakano    | Honda    | 10   |

| Pos | Tým                     | Továrna  | Body |
| --- | ----------------------- | -------- | ---- |
| 1   | Fiat Yamaha Team        | Yamaha   | 67   |
| 2   | Repsol Honda Team       | Honda    | 60   |
| 3   | Ducati Marlboro Team    | Ducati   | 39   |
| 4   | Tech 3 Yamaha           | Yamaha   | 29   |
| 5   | Rizla Suzuki MotoGP     | Suzuki   | 25   |
| 6   | JiR Team Scot MotoGP    | Honda    | 21   |
| 7   | Kawasaki Racing Team    | Kawasaki | 16   |
| 8   | San Carlo Honda Gresini | Honda    | 12   |
| 9   | LCR Honda MotoGP        | Honda    | 7    |
| 10  | Alice Team              | Ducati   | 4    |

| Pos | Továrna  | Body |
| --- | -------- | ---- |
| 1   | Honda    | 41   |
| 2   | Yamaha   | 40   |
| 3   | Ducati   | 30   |
| 4   | Suzuki   | 19   |
| 5   | Kawasaki | 13   |

## 250cc

### Kvalifikace
| *                                                | *                                                  | *                                                   | *                                                 |
| _______1_______ Alvaro Bautista Aprilia 1:43.071 |                                                    |                                                     |                                                   |
|                                                  | _______2_______ Mika Kallio KTM 1:43.111           |                                                     |                                                   |
|                                                  |                                                    | _______3_______ Alex Debon Aprilia 1:43.286         |                                                   |
|                                                  |                                                    |                                                     | _______4_______ Thomas Lüthi Aprilia 1:43.596     |
| _______5_______ Julian Simon KTM 1:43.629        |                                                    |                                                     |                                                   |
|                                                  | _______6_______ Hiroshi Aoyama KTM 1:43.640        |                                                     |                                                   |
|                                                  |                                                    | _______7_______ Hector Barbera Aprilia 1:43.748     |                                                   |
|                                                  |                                                    |                                                     | _______8_______ Roberto Locatelli Gilera 1:43.823 |
| _______9_______ Marco Simoncelli Gilera 1:43.921 |                                                    |                                                     |                                                   |
|                                                  | _______10_______ Mattia Pasini Aprilia 1:43.935    |                                                     |                                                   |
|                                                  |                                                    | _______11_______ Yuki Takahashi Honda 1:44.022      |                                                   |
|                                                  |                                                    |                                                     | _______12_______ Fabrizio Lai Gilera 1:44.032     |
| _______13_______ Hector Faubel Aprilia 1:44.166  |                                                    |                                                     |                                                   |
|                                                  | _______14_______ Lukáš Pešek Aprilia 1:44.228      |                                                     |                                                   |
|                                                  |                                                    | _______15_______ Karel Abraham Aprilia 1:44.249     |                                                   |
|                                                  |                                                    |                                                     | _______16_______ Aleix Espargaro Aprilia 1:44.335 |
| _______17_______ Alex Baldolini Aprilia 1:44.754 |                                                    |                                                     |                                                   |
|                                                  | _______18_______ Manuel Poggiali Gilera 1:44.754   |                                                     |                                                   |
|                                                  |                                                    | _______19_______ Ratthapark Wilairot Honda 1:45.753 |                                                   |
|                                                  |                                                    |                                                     | _______20_______ Eugene Laverty Aprilia 1:46.034  |
| _______21_______ Imre Toth Aprilia 1:46.710      |                                                    |                                                     |                                                   |
|                                                  | _______22_______ Manuel Hernandez Aprilia 1:46.835 |                                                     |                                                   |
|                                                  |                                                    | _______23_______ Doni Tata Pradita Yamaha 1:47.989  |                                                   |
| ------------------------------------------------ | -------------------------------------------------- | --------------------------------------------------- | ------------------------------------------------- |

### Závod
| Pozice | #  | Jezdec              | Stroj   | Kola | Čas       | Rošt | Body |
| ------ | -- | ------------------- | ------- | ---- | --------- | ---- | ---- |
| 1      | 36 | Mika Kallio         | KTM     | 26   | 45:27:908 | 2    | 25   |
| 2      | 75 | Mattia Pasini       | Aprilia | 26   | +4.277    | 10   | 20   |
| 3      | 72 | Yuki Takahashi      | Honda   | 26   | +4.287    | 11   | 16   |
| 4      | 4  | Hiroshi Aoyama      | KTM     | 26   | +4.876    | 6    | 13   |
| 5      | 21 | Hector Barbera      | Aprilia | 26   | +5.968    | 7    | 11   |
| 6      | 6  | Alex Debon          | Aprilia | 26   | +13.633   | 3    | 10   |
| 7      | 60 | Julian Simon        | KTM     | 26   | +16.372   | 5    | 9    |
| 8      | 15 | Roberto Locatelli   | Gilera  | 26   | +22.571   | 8    | 8    |
| 9      | 41 | Aleix Espargaro     | Aprilia | 26   | +28.606   | 15   | 7    |
| 10     | 52 | Lukáš Pešek         | Aprilia | 26   | +32.726   | 17   | 6    |
| 11     | 25 | Alex Baldolini      | Aprilia | 26   | +38.602   | 16   | 5    |
| 12     | 14 | Ratthapark Wilairot | Honda   | 26   | +43.371   | 19   | 4    |
| 13     | 17 | Karel Abraham       | Aprilia | 26   | +54.159   | 14   | 3    |
| 14     | 43 | Manuel Hernandez    | Aprilia | 26   | +1:21.938 | 21   | 2    |
| 15     | 10 | Imre Toth           | Aprilia | 25   | +1 kolo   | 22   | 1    |
| 16     | 45 | Doni Tata Pradita   | Yamaha  | 25   | +1 kolo   | 23   |      |
| Ret    | 19 | Alvaro Bautista     | Aprilia | 25   | Kolize    | 1    |      |
| Ret    | 58 | Marco Simoncelli    | Gilera  | 25   | Kolize    | 9    |      |
| Ret    | 12 | Thomas Lüthi        | Aprilia | 22   | Nehoda    | 4    |      |
| Ret    | 54 | Manuel Poggiali     | Gilera  | 20   | Porucha   | 18   |      |
| Ret    | 32 | Fabrizio Lai        | Gilera  | 17   | Porucha   | 12   |      |
| Ret    | 50 | Eugene Laverty      | Aprilia | 8    | Porucha   | 20   |      |
| Ret    | 55 | Hector Faubel       | Aprilia | 2    | Nehoda    | 13   |      |

### Průběžná klasifikace jezdců a týmů
| Pos | #  | Jezdec            | Stroj   | Body |
| --- | -- | ----------------- | ------- | ---- |
| 1   | 75 | Mattia Pasini     | Aprilia | 45   |
| 2   | 36 | Mika Kallio       | KTM     | 41   |
| 3   | 21 | Hector Barbera    | Aprilia | 31   |
| 4   | 72 | Yuki Takahashi    | Honda   | 27   |
| 5   | 6  | Alex Debon        | Aprilia | 23   |
| 6   | 15 | Roberto Locatelli | Gilera  | 16   |
| 7   | 60 | Julian Simon      | KTM     | 14   |
| 8   | 41 | Aleix Espargaro   | Aprilia | 14   |
| 9   | 4  | Hiroshi Aoyama    | KTM     | 13   |
| 10  | 17 | Karel Abraham     | Aprilia | 12   |

| Pos | Továrna | Body |
| --- | ------- | ---- |
| 1   | Aprilia | 45   |
| 2   | KTM     | 41   |
| 3   | Honda   | 27   |
| 4   | Gilera  | 16   |

## 125cc

### Kvalifikace
| *                                                | *                                                   | *                                                  | *                                                     |
| _______1_______ Bradley Smith Aprilia 1:47.587   |                                                     |                                                    |                                                       |
|                                                  | _______2_______ Nicolas Terol Aprilia 1:48.041      |                                                    |                                                       |
|                                                  |                                                     | _______3_______ Stefan Bradl Aprilia 1:48.070      |                                                       |
|                                                  |                                                     |                                                    | _______4_______ Gábor Talmácsi Aprilia 1:48.113       |
| _______5_______ Simone Corsi Aprilia 1:48.128    |                                                     |                                                    |                                                       |
|                                                  | _______6_______ Stevie Bonsey Aprilia 1:48.146      |                                                    |                                                       |
|                                                  |                                                     | _______7_______ Mike Di Meglio Derbi 1:48.165      |                                                       |
|                                                  |                                                     |                                                    | _______8_______ Scott Redding Aprilia 1:48.315        |
| _______9_______ Danny Webb Aprilia 1:48.333      |                                                     |                                                    |                                                       |
|                                                  | _______10_______ Raffaele de Rosa KTM 1:48.345      |                                                    |                                                       |
|                                                  |                                                     | _______11_______ Dominique Aegerter Derbi 1:48.348 |                                                       |
|                                                  |                                                     |                                                    | _______12_______ Sergio Gadea Aprilia 1:48.437        |
| _______13_______ Pablo Nieto KTM 1:48.441        |                                                     |                                                    |                                                       |
|                                                  | _______14_______ Stefano Bianco Aprilia 1:48.481    |                                                    |                                                       |
|                                                  |                                                     | _______15_______ Sandro Cortese Aprilia 1:48.510   |                                                       |
|                                                  |                                                     |                                                    | _______16_______ Esteve Rabat KTM 1:48.520            |
| _______17_______ Pol Espargaro Derbi 1:48.572    |                                                     |                                                    |                                                       |
|                                                  | _______18_______ Joan Olive Derbi 1:48.688          |                                                    |                                                       |
|                                                  |                                                     | _______19_______ Takaaki Nakagami Aprilia 1:48.783 |                                                       |
|                                                  |                                                     |                                                    | _______20_______ Andrea Iannone Aprilia 1:48.791      |
| _______21_______ Tomoyoshi Koyama KTM 1:48.799   |                                                     |                                                    |                                                       |
|                                                  | _______22_______ Efren Vazquez Aprilia 1:48.907     |                                                    |                                                       |
|                                                  |                                                     | _______23_______ Axel Pons Aprilia 1:49.357        |                                                       |
|                                                  |                                                     |                                                    | _______24_______ Michael Ranseder Aprilia 1:49.392    |
| _______25_______ Pere Tutusaus Aprilia 1:49.446  |                                                     |                                                    |                                                       |
|                                                  | _______26_______ Alexis Masbou Loncin 1:49.720      |                                                    |                                                       |
|                                                  |                                                     | _______27_______ Jules Cluzel Loncin 1:49.773      |                                                       |
|                                                  |                                                     |                                                    | _______28_______ Roberto Lacalendola Aprilia 1:49.879 |
| _______29_______ Robert Muresan Aprilia 1:49.936 |                                                     |                                                    |                                                       |
|                                                  | _______30_______ Hugo van den Berg Aprilia 1:50.161 |                                                    |                                                       |
|                                                  |                                                     | _______31_______ Lorenzo Zanetti KTM 1:50.557      |                                                       |
|                                                  |                                                     |                                                    | _______32_______ Daniel Saez Aprilia 1:51.362         |
| _______33_______ Louis Rossi Honda 1:51.894      |                                                     |                                                    |                                                       |
|                                                  | _______34_______ Ivan Maestro Aprilia 1:52.070      |                                                    |                                                       |
|                                                  |                                                     | _______35_______ Alberto Moncayo Derbi 1:53.283    |                                                       |
| ------------------------------------------------ | --------------------------------------------------- | -------------------------------------------------- | ----------------------------------------------------- |

### Závod
| Pozice | #  | Jezdec              | Stroj   | Kola | Čas        | Rošt | Body |
| ------ | -- | ------------------- | ------- | ---- | ---------- | ---- | ---- |
| 1      | 24 | Simone Corsi        | Aprilia | 23   | 41:46.100  | 5    | 25   |
| 2      | 18 | Nicolas Terol       | Aprilia | 23   | +3.206     | 2    | 20   |
| 3      | 38 | Bradley Smith       | Aprilia | 23   | +4.986     | 1    | 16   |
| 4      | 17 | Stefan Bradl        | Aprilia | 23   | +5.022     | 3    | 13   |
| 5      | 22 | Pablo Nieto         | KTM     | 23   | +6.254     | 13   | 11   |
| 6      | 51 | Steve Bonsey        | Aprilia | 23   | +20.563    | 6    | 10   |
| 7      | 54 | Scott Redding       | Aprilia | 23   | +22.517    | 8    | 9    |
| 8      | 77 | Dominique Aergerter | Derbi   | 23   | +23.002    | 11   | 8    |
| 9      | 63 | Mike di Meglio      | Derbi   | 23   | +23.928    | 7    | 7    |
| 10     | 11 | Sandro Cortese      | Aprilia | 23   | +33.541    | 15   | 6    |
| 11     | 35 | Raffaele de Rosa    | KTM     | 23   | +33.664    | 10   | 5    |
| 12     | 12 | Esteve Rabat        | KTM     | 23   | +33.987    | 16   | 4    |
| 13     | 71 | Tomoyoshi Koyama    | KTM     | 23   | +34.426    | 21   | 3    |
| 14     | 44 | Pol Espargaro       | Derbi   | 23   | +40.038    | 17   | 2    |
| 15     | 73 | Takaaki Nakagami    | Aprilia | 23   | +44.515    | 19   | 1    |
| 16     | 60 | Michael Ranseder    | Aprilia | 23   | +45.498    | 24   |      |
| 17     | 16 | Jules Cluzel        | Loncin  | 23   | +49.685    | 27   |      |
| 18     | 29 | Andrea Iannone      | Aprilia | 23   | +53.186    | 20   |      |
| 19     | 30 | Pere Tutusaus       | Aprilia | 23   | +58.037    | 25   |      |
| 20     | 19 | Roberto Lacalendola | Aprilia | 23   | +1:03.610  | 28   |      |
| 21     | 5  | Alexis Masbou       | Loncin  | 23   | +1:04.732  | 26   |      |
| 22     | 76 | Ivan Maestro        | Honda   | 23   | +1:19.599  | 34   |      |
| 23     | 78 | Daniel Saez         | Aprilia | 23   | +1:24.990  | 32   |      |
| 24     | 69 | Louis Rossi         | Honda   | 23   | +1:48.192  | 33   |      |
| 25     | 79 | Alberto Moncayo     | Derbi   | 20   | á 3 kola   | 35   |      |
| Ret    | 14 | Axel Pons           | Aprilia | 22   | Nehoda     | 23   |      |
| Ret    | 8  | Lorenzo Zanetti     | KTM     | 14   | Nehoda     | 31   |      |
| Ret    | 56 | Hugo van den Berg   | Aprilia | 12   | Odstoupení | 30   |      |
| Ret    | 6  | Joan Olive          | Derbi   | 9    | Nehoda     | 18   |      |
| Ret    | 99 | Danny Webb          | Aprilia | 8    | Nehoda     | 9    |      |
| Ret    | 27 | Stefano Bianco      | Aprilia | 7    | Nehoda     | 14   |      |
| Ret    | 33 | Sergio Gadea        | Aprilia | 6    | Nehoda     | 12   |      |
| Ret    | 7  | Efren Vazquez       | Aprilia | 6    | Nehoda     | 22   |      |
| Ret    | 1  | Gábor Talmácsi      | Aprilia | 3    | Odstoupení | 4    |      |

### Průběžná klasifikace jezdců a týmů
| Pos | #  | Jezdec         | Stroj   | Body |
| --- | -- | -------------- | ------- | ---- |
| 1   | 24 | Simone Corsi   | Aprilia | 34   |
| 2   | 17 | Stefan Bradl   | Aprilia | 29   |
| 3   | 18 | Nicolas Terol  | Aprilia | 26   |
| 4   | 33 | Sergio Gadea   | Aprilia | 25   |
| 5   | 6  | Joan Olive     | Derbi   | 20   |
| 6   | 63 | Mike Di Meglio | Derbi   | 20   |
| 7   | 45 | Scott Redding  | Aprilia | 20   |
| 8   | 38 | Bradley Smith  | Aprilia | 16   |
| 9   | 22 | Pablo Nieto    | KTM     | 11   |
| 10  | 11 | Sandro Cortese | Aprilia | 11   |

| Pos | Továrna | Body |
| --- | ------- | ---- |
| 1   | Aprilia | 50   |
| 2   | Derbi   | 28   |
| 3   | KTM     | 11   |

| Předchozí Velká cena: Velká cena Kataru 2008 | Mistrovství světa silničních motocyklů 2008 | Následující Velká cena: Velká cena Portugalska 2008 |
| Předchozí ročník: Velká cena Španělska 2007  | 'Velká cena Španělska 2008'                 | Následující ročník: Velká cena Španělska 2009       |